# Luxemburgo en los Juegos Olímpicos de Londres 1948
Luxemburgo estuvo representado en los Juegos Olímpicos de Londres 1948 por un total de 45 deportistas, 42 hombres y 3 mujeres, que compitieron en 8 deportes.
El portador de la bandera en la ceremonia de apertura fue el futbolista Vic Feller. El equipo olímpico luxemburgués no obtuvo ninguna medalla en estos Juegos.